# Chlorocoma
Chlorocoma là một chi bướm đêm thuộc họ Geometridae.

## Các loài
- Chlorocoma asemanta (Meyrick, 1888)
- Chlorocoma assimilis (Lucas, 1888)
- Chlorocoma cadmaria (Guenée, 1857)
- Chlorocoma carenaria (Guenée, 1857)
- Chlorocoma cyclosema Turner, 1941
- Chlorocoma dichloraria (Guenée, 1857)
- Chlorocoma externa (Walker, 1861)
- Chlorocoma haplochlora (Meyrick, 1888)
- Chlorocoma ipomopsis (Lower, 1892)
- Chlorocoma melocrossa (Meyrick, 1888)
- Chlorocoma monocyma (Meyrick, 1888)
- Chlorocoma neptunus (Butler, 1886)
- Chlorocoma paraphylla (Lower, 1902)
- Chlorocoma pediobates Turner, 1939
- Chlorocoma periphracta (Turner, 1904)
- Chlorocoma rhodocrossa (Turner, 1906)
- Chlorocoma rhodoloma Turner, 1910
- Chlorocoma rhodothrix Turner, 1922
- Chlorocoma stereota (Meyrick, 1888)
- Chlorocoma tachypora Turner, 1910
- Chlorocoma tetraspila (Lower, 1901)
- Chlorocoma vertumnaria (Guenée, 1857)

## Hình ảnh

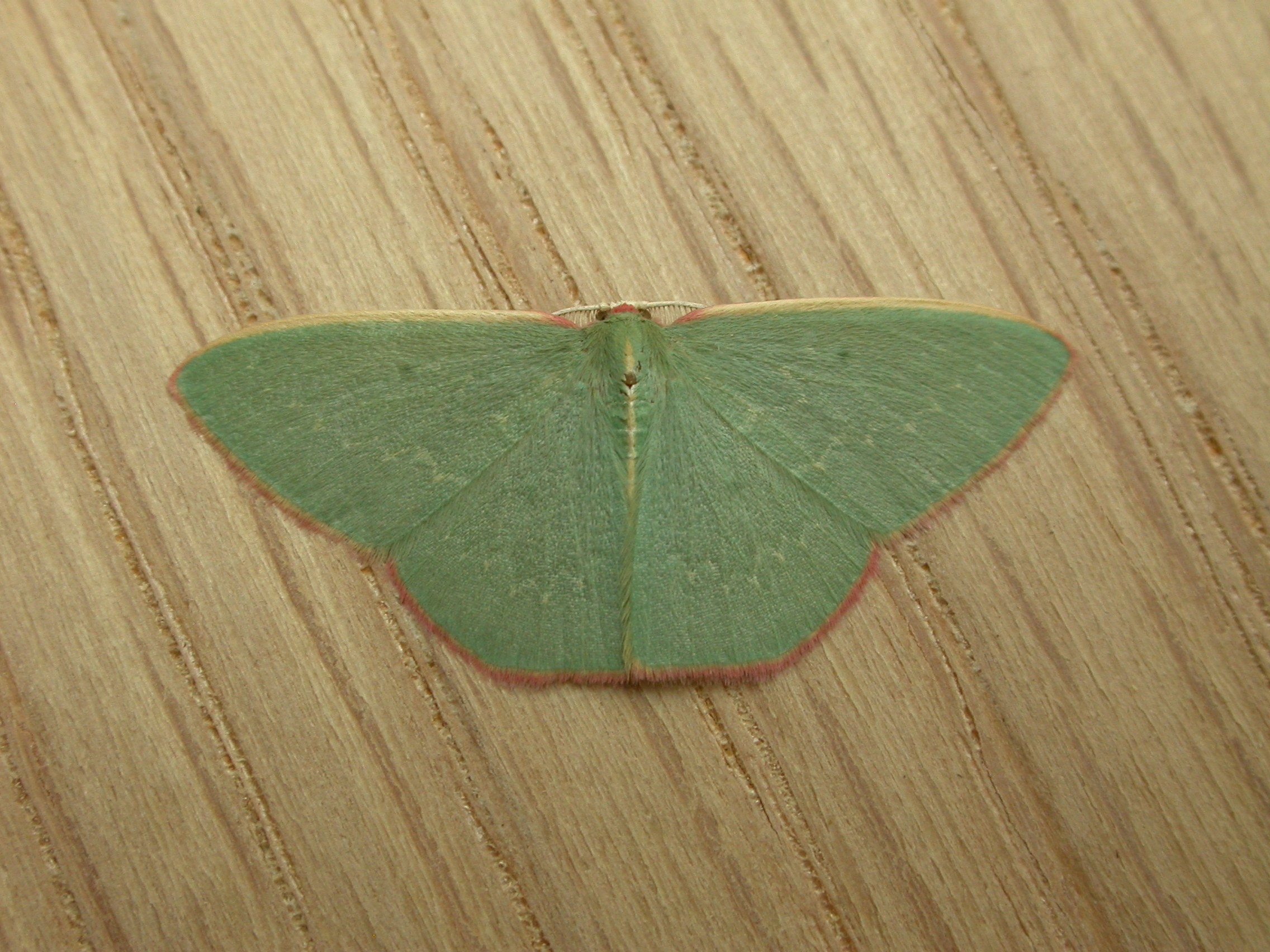
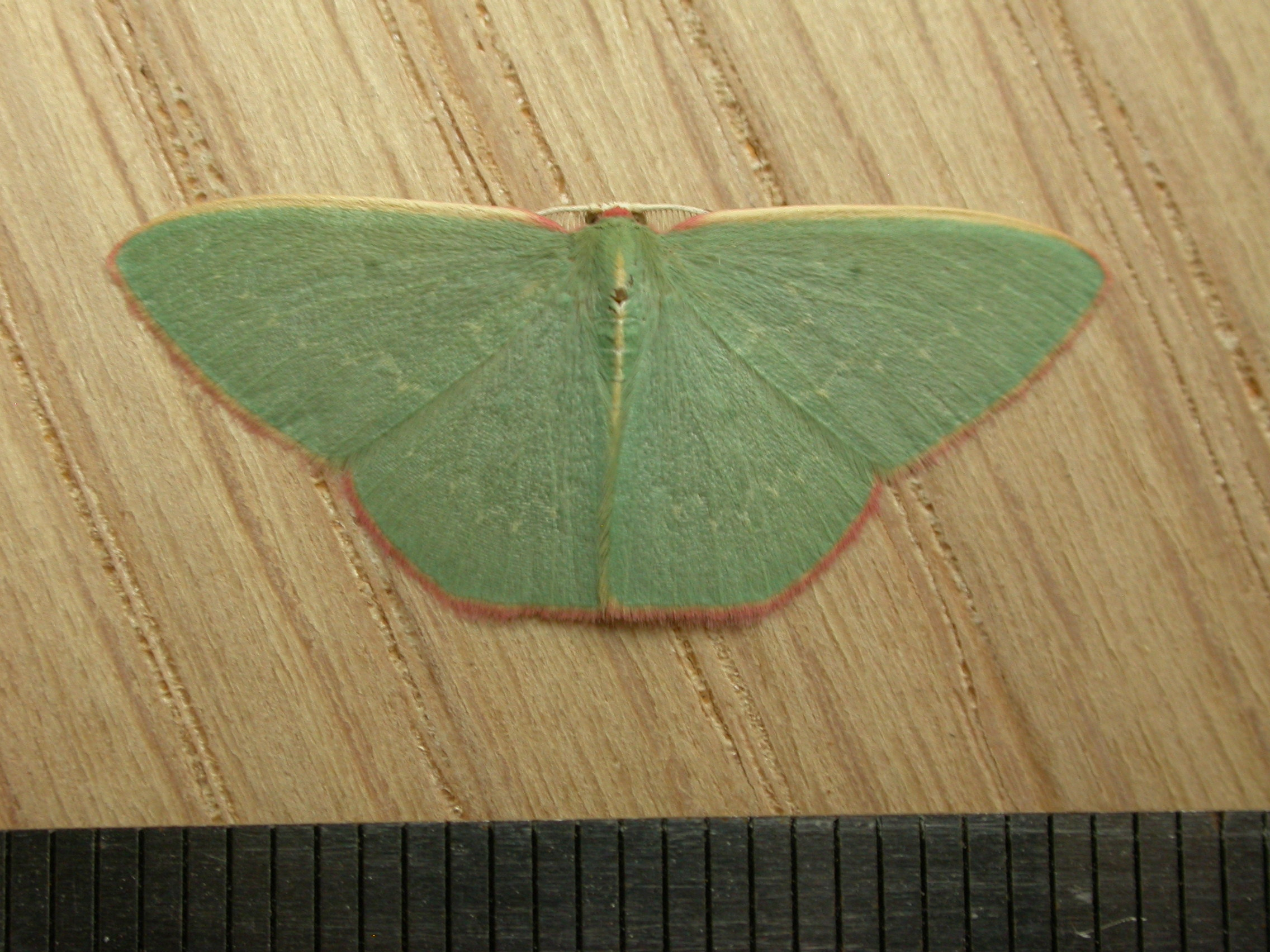
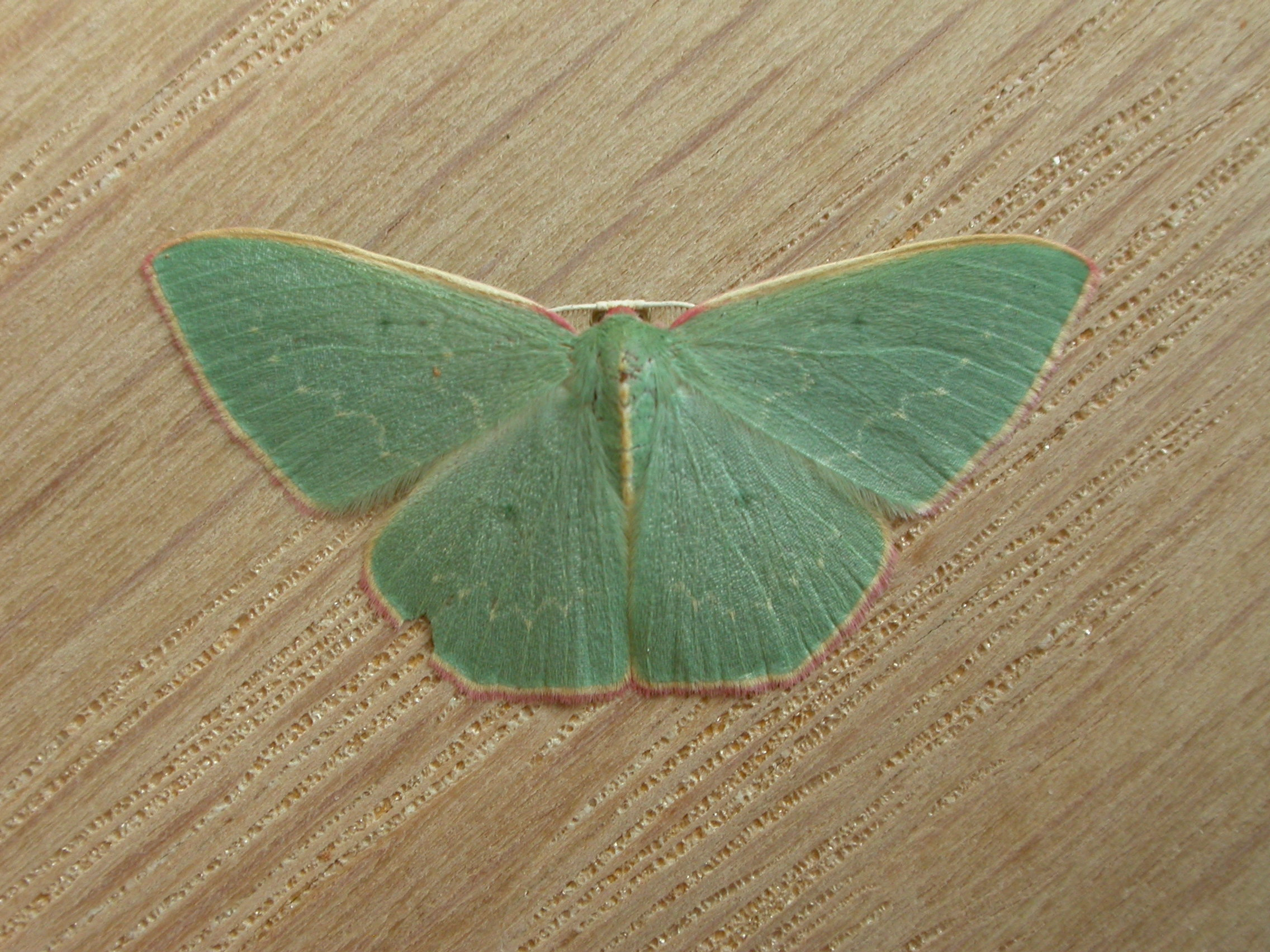
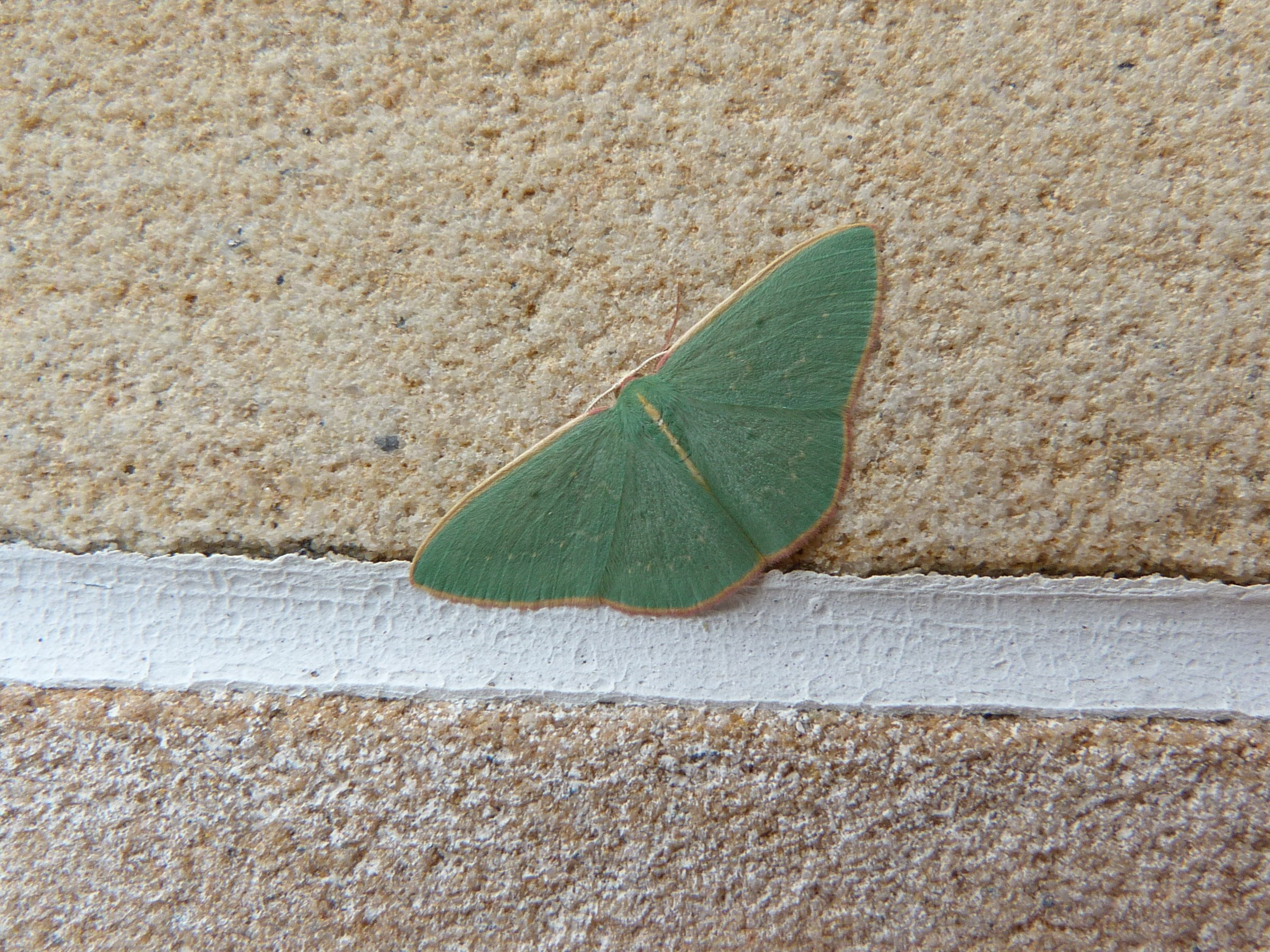